# Puente Nuevo (Ronda)
Der Puente Nuevo, deutsch etwa ‚Neue Brücke‘, ist eine markante Brücke in der Stadt Ronda, die sich in der andalusischen Provinz Málaga im Süden Spaniens befindet. Die Straßenbrücke überspannt den Río Guadalevín, der die Altstadt La Ciudad von dem jüngeren Stadtteil El Mercadillo trennt. Der Fluss verläuft in einer etwa 120 Meter tiefen Schlucht, der El Tajo. Mit einer Höhe von 98 m war der Puente Nuevo bei seiner Eröffnung die höchste Brücke der Welt.
Der Puente Nuevo ist eine der touristischen Hauptattraktionen in Ronda. Die Steinbogenbrücke mit drei Rundbögen wurde im 18. Jahrhundert erbaut. Architekt war der Spanier José Martín de Aldehuela (1729–1802), der auch die Stierkampfarena in Ronda entwarf. Die Bauausführung wurde von Juan Antonio Díaz Machuca übernommen. Der Bau der Brücke begann 1751 und wurde 1793 abgeschlossen. Er forderte 50 Todesopfer unter den Bauarbeitern.
Die Brücke ist einer der drei Brücken, die die Schlucht überqueren. Die Quadersteine für den Bau wurden direkt in der Schlucht gebrochen. Bereits 1735 wurde unter König Philipp V. eine Brücke mit einem Bogen von 35 Metern Stützweite erstellt, deren Bauarbeiten acht Monate dauerten. Diese Brücke stürzte jedoch sechs Jahre nach ihrer Fertigstellung ein, wobei etwa 50 Menschen ums Leben kamen.

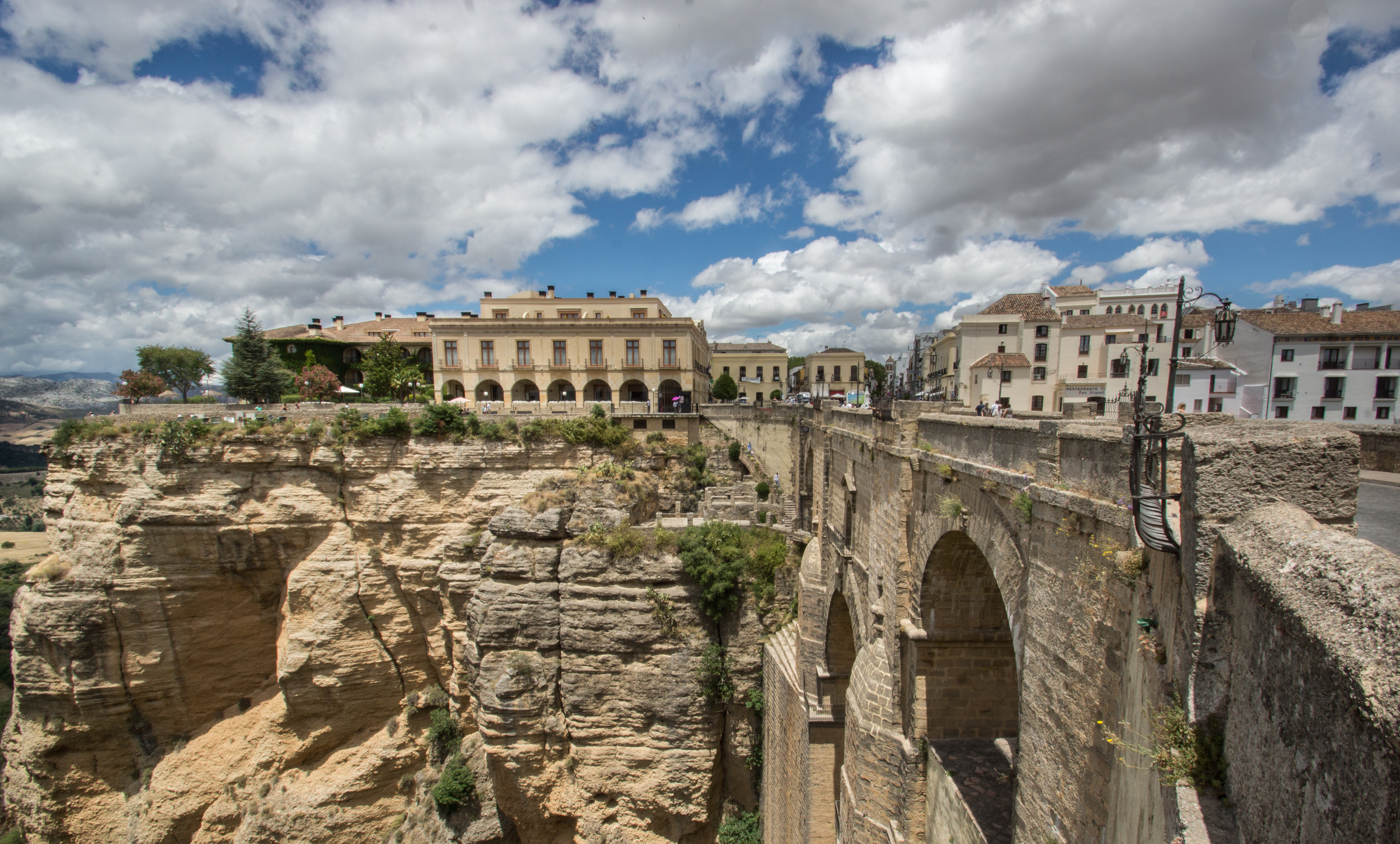
Blick über die Brücke